# Lukeanivka, Tarașcea
Lukeanivka (în ucraineană Лук`янівка) este localitatea de reședință a comunei Lukeanivka din raionul Tarașcea, regiunea Kiev, Ucraina.

## Demografie
Componența lingvistică a localității Lukeanivka
     Ucraineană (98,6%)
     Rusă (1,4%)
Conform recensământului din 2001, majoritatea populației localității Lukeanivka era vorbitoare de ucraineană (98,6%), existând în minoritate și vorbitori de rusă (1,4%).